# Mycomya cylindrica
Mycomya cylindrica är en tvåvingeart som beskrevs av Freeman 1951. Mycomya cylindrica ingår i släktet Mycomya och familjen svampmyggor. Inga underarter finns listade i Catalogue of Life.